# 比尔·梅
比尔·梅（英語：Bill May，1979年1月17日—），美国男子花样游泳运动员，2015年世界游泳锦标赛混合双人技术自选金牌得主和混合双人自由自选银牌得主、2017年世界游泳锦标赛混合双人技术自选和混合双人自由自选铜牌得主、2023年世界游泳锦标赛团体技巧自选银牌得主。